# Oblast Orjol
De oblast Orjol (Russisch: Орловская область, Orlovskaja oblast) is een oblast (bestuurlijke eenheid) van Rusland. De oblast is gelegen in het zuidwesten van Rusland. Hoofdstad is de gelijknamige stad Orjol (Russisch: Орёл; "adelaar") (circa 350.000 inwoners). Andere kleinere steden zijn Livny en Mtsensk.
De belangrijkste rivier is de Oka, een zijtak van de Wolga. Het gebied is zeer vruchtbaar, waardoor de landbouw en voedselverwerking de belangrijkste economische sectoren zijn in de oblast.

## Demografie
| 1926      | 1939      | 1959    | 1970    | 1979    | 1989    | 2002    |
| --------- | --------- | ------- | ------- | ------- | ------- | ------- |
| 1.537.000 | 1.286.000 | 929.000 | 931.000 | 893.000 | 891.000 | 860.300 |